# Brod (Crna Trava)
Pour les articles homonymes, voir Brod.
Brod (en serbe cyrillique : Брод) est un village de Serbie situé dans la municipalité de Crna Trava, district de Jablanica. Au recensement de 2011, il comptait 67 habitants.

## Démographie
| 1948  | 1953  | 1961 | 1971 | 1981 | 1991 | 2002 | 2011 |
| ----- | ----- | ---- | ---- | ---- | ---- | ---- | ---- |
| 1 296 | 1 164 | 952  | 624  | 399  | 178  | 122  | 67   |

|  |